# Raoul Follereau
Raoul Follereau, né le 17 août 1903 à Nevers et mort le 6 décembre 1977 dans le 16e arrondissement de Paris, est un écrivain et journaliste français.
Il s'engage publiquement à l'extrême-droite pendant l'entre-deux-guerres et la période de la collaboration.
Il est le créateur de la Journée mondiale de lutte contre la lèpre et fondateur de l’œuvre connue aujourd’hui en France sous le nom de Fondation Raoul-Follereau, qui lutte contre la lèpre et la pauvreté et promeut l’accès à l’éducation.

## Biographie

### Années de jeunesse
Léon Gabriel Émile Raoul Follereau naît le 17 août 1903 à Nevers. Il est le deuxième enfant d'une famille de trois : son frère Georges est de trois ans son aîné et Suzanne, sa petite sœur, de six ans sa cadette. Son père, Émile Follereau, dirige un établissement de construction métallique qu'il a créé et sa femme lui apporte une aide pour la gestion de l'entreprise.
En 1917, Raoul Follereau perd son père des suites d'une longue maladie. Pour faire vivre sa famille, il doit quitter le lycée et travailler dans une usine d'armement; le soir il étudie avec un prêtre pour préparer son baccalauréat. Il passe la première partie de son baccalauréat en 1919. En octobre de la même année, il réintègre l'école dans l'institution des Frères des écoles chrétiennes.
Raoul Follereau et Madeleine Boudou se rencontrent en 1917 en vendant des bleuets au profit des blessés de guerre.
En 1918, à quinze ans, au cinéma Majestic de Nevers, Raoul Follereau prononce un discours lors d'une cérémonie à la mémoire des victimes de guerre. Il y exprime la devise : « Vivre, c'est aider les autres à vivre [...] être heureux, c'est faire des heureux».
À cette époque, Raoul Follereau rêve à une carrière d'homme de lettres. Il publie Premières Poésies en 1920, un hommage à un poète nivernais en 1921, Pour Achille Millien, et Le Livre d'amour en 1922.
À la rentrée 1920, Raoul Follereau part étudier à Paris : il s'inscrit à la Sorbonne, en philosophie et en droit et rejoint un groupement d'étudiants, l'Union des jeunes, au sein duquel il anime un cercle littéraire, la Jeune Académie. Il obtient la licence dans chacune de ces disciplines.
En 1924, Follereau part à Bonn, en Allemagne, pour son service militaire. Le 22 juin de l'année suivante, à sa démobilisation, il épouse Madeleine Boudou à Nevers. Au cours de leur voyage de noces, Raoul Follereau rencontre Gabriele d'Annunzio.
Raoul Follereau commence une carrière de journaliste et tente de percer dans le milieu théâtral : en 1926, il est secrétaire général de l'Université et théâtre du Parthénon, dirigée par la baronne Hélène Brault. Il collabore à deux journaux régionaux nivernais, Paris-Centre et L'Echo de la Nièvre. Il est aussi secrétaire de rédaction à la revue étudiante L'Union des jeunes et critique littéraire à la Revue normande.

### Le fondateur de la Ligue de l’Union latine
Raoul Follereau fonde en octobre 1929 une Ligue de l’Union latine, dont l'objectif est d' « unir et fédérer les élites latines pour la défense et la gloire de leur civilisation ». En 1938, la Ligue change d'objectif : il s'agira alors de « défendre la civilisation chrétienne contre tous les paganismes et toutes les barbaries ». D'abord essentiellement culturelle, la Ligue se politise au fil du temps, dans un contexte de polarisation de la société et de déstabilisation des relations internationales.
Déjà en 1920, quand Raoul Follereau avait publié son premier ouvrage, il avait créé la Jeune Académie, destinée à faire connaître de jeunes auteurs ou poètes de son âge en les publiant dans Les Éditions de la Jeune Académie, ou en aidant à les faire publier.
Continuant sur cette lancée, en cinq ans plus de 150 volumes de 100 auteurs seront publiés par l’intermédiaire du journal mensuel de la ligue, L’Œuvre latine dont le premier numéro paraît en 1928. Et ce sont plus de 300 auteurs ou interprètes de théâtre qui seront révélés.
Au travers de la Ligue, Raoul Follereau développe une activité culturelle faite de conférences, de concerts, d’exposés qui va lui permettre de forger une doctrine qu’il expose lors d'une conférence à la Sorbonne en 1930. Il y expose toutes les valeurs qu’il pense représenter sa civilisation. Il met en avant les études classiques, il crée l’Institut de l’Union latine pour favoriser les développements des études gréco-latines qu’il voudrait indispensables dans la formation car il pense qu’elles apportent une réelle formation pour les individus et la société qu’ils composent : « La latinité est héritière et continuatrice des civilisations antiques » déclare-t-il.
En 1930, en compagnie de son épouse, il traverse la cordillère des Andes dans un avion de l’Aéropostale piloté par Jean Mermoz, alors qu’il promeut la culture française en Amérique du Sud.
Il s’investit alors dans la culture en créant ou en aidant à créer des bibliothèques en Amérique latine avec le patronage du ministre de l’Instruction publique. Il crée L’Œuvre du livre français à l’étranger et pour cette opération, il lève des fonds afin d’envoyer dans ces pays des livres français. Dès novembre 1931, il est fier de la création de trente-deux bibliothèques publiques et gratuites regroupant plus de 25 000 volumes « dignes de la France et soigneusement sélectionnés quant à leur valeur et à leur moralité ».
Pierre Guillaume écrit à propos de la Ligue de l’Union latine : « Raoul Follereau fut aussi un témoin très engagé dans l’histoire intellectuelle et politique de son temps. C’est en maurrassien convaincu qu’il crée avant la guerre la Ligue de l’Union latine, dont le mensuel exprime une sympathie sans ambiguïté pour le Portugal de Salazar, comme pour l’Italie de Mussolini » .
En octobre 1935, lorsque l'Italie de Benito Mussolini envahit l'Éthiopie, Follereau cosigne le manifeste des intellectuels français pour la défense de l'Occident et la paix en Europe qui prend fait et cause pour l'Italie et est l'un des orateurs fin novembre 1935 d'une réunion qui s'oppose aux sanctions de la Société des Nations (SDN) contre l'Italie, aux côtés notamment d'Italiens et d'un militant de la Solidarité française. En septembre, il avait participé à un meeting favorable à l'Italie fasciste et à Mussolini vantant l'amitié latine, en compagnie d'Italiens, de Roger de Saivre des Jeunesses patriotes, de Jean-Pierre Maxence de la Solidarité française et du député Philippe Henriot. Il se rend ensuite à Rome, en mars 1936, pour rencontrer Mussolini et lui remettre un message de la Ligue dans lequel elle « salue en l'Italie la mère et l'héritière du Jus Romanum et en son chef l'incarnation fière et calme de cette loi fondamentale de la raison » et « s'honore d'avoir mené le combat français contre les sanctions judéo-maçonniques de Genève ».
En novembre 1935, à Genève, il prend part à une réunion hostile à la franc-maçonnerie, aux côtés de Georges Oltramare et de Jean-Pierre Maxence. À Paris, il participe en février 1936 à la première réunion du Centre de documentation et de propagande (qui a pour mission de lutter « contre la judéo-maçonnerie, le marxisme et tous les agents de l'Anti-France »), avec des militants antimaçons et antisémites tels Louis Darquier de Pellepoix, Armand de Puységur, président de la Ligue antimaçonnique, et Henry Coston. Il y vitupère les « machinations maçonniques dans le drame de Marseille qui coûta la vie » au roi de Yougoslavie Alexandre Ier. La même année, il vante l'action et la personnalité de Mussolini. Au lendemain des accords de Munich en 1938, il envoie un télégramme au nom de sa Ligue pour son « action en faveur de la paix » ; la ligue « salue (en lui) le défenseur de notre commune civilisation ». En Algérie, ses conférences sont des occasions de rassemblement pour l’extrême droite locale qui cherche à s’unifier au lendemain de la victoire du Front populaire aux élections législatives de 1936.
Le Figaro du 3 septembre 1936 mentionne que Raoul Follereau a été reçu par Humbert II de Savoie (futur et bref roi Humbert II) au camp de Montella, quartier général des grandes manœuvres de l’armée italienne.
En France, il œuvre à l'abrogation des lois de 1901 et de 1904 sur les congrégations religieuses.

### Le soutien au général Franco
Dans le contexte du Front populaire et de la Guerre d'Espagne, Raoul Follereau participe, le 4 septembre 1936, à Bruxelles au Congrès de la Ligue pour la réforme de la Société des Nations organisé par la branche belge des CAUR — les Comitati d'Azione per l'Universalità di Roma. Dans les faits, c'est « la fine fleur de l'extrême-droite francophone » qui se rassemble à cette occasion afin de marquer son opposition au Rassemblement universel pour la paix. Il y demanda qu'une « union de tous les patriotes de tous les pays soit créée pour défendre contre toutes les anarchies rouges et leurs satellites la famille, la cité, la patrie, leur indépendance et leur honneur » et, deux mois plus tard, il prêche la « croisade des patries » contre « l'Internationale rouge, le bolchevisme envahisseur dont les menaces et les menées sont évidentes » et loue la valeur du patriotisme.
Raoul Follereau accompagne l’enthousiasme pro-Franco des « amitiés latines » du maire d’Oran Gabriel Lambert en proposant « des voyages organisés depuis Paris en zone franquiste et [...] une collecte nationale pour la reconstruction des églises ». Une annonce parue dans Le Figaro du 19 avril 1938 indique que « la Ligue de l’Union Latine fera un don au cardinal Goma, primat d’Espagne, pour aider à la reconstruction des églises mutilées ». La Ligue lance une souscription : « Sur la terre héroïque de nos frères d'Espagne, l'âme universelle de la chrétienté fut menacée. (...) Il revenait à la France des croisades, à la France de Saint-Louis et de Jeanne d'Arc (...) d'aider à relever le premier clocher » .

### Un pétainiste convaincu
À Vichy, en juillet-août 1940, le président de la Ligue de l'Union Latine Raoul Follereau expose le « point de vue français » lors d'une réunion avec des diplomates sud-américains présidée par l'ambassadeur brésilien Luiz Martins de Souza Dantas.
En 1940, Follereau est tout acquis aux thèses de la Révolution nationale (RN) et à la personne du Maréchal. Le mensuel de la Ligue de l’Union Latine se déplace de Paris à Lyon et change de nom pour s’intituler Paroles de France jusqu’à l’arrêt de la publication en 1944.
Il va demeurer un catholique conservateur ; on le trouve président d'une séance lors du sixième congrès de l'Office international des œuvres de formation civique et d'action culturelle selon le droit naturel et chrétien (avatar de la Cité catholique de Jean Ousset), en 1969 à Lausanne.

### Le créateur des Fondations Charles de Foucauld
C'est en 1936 que Raoul Follereau découvre la vie de Charles de Foucauld. Il fonde en 1937 les Fondations Charles de Foucauld et entreprend de lever des fonds afin de « reconstruire l'Église française du Sahara ».
Les Fondations Charles de Foucauld sont bénies par le cardinal Pacelli lors de son déplacement à Lisieux, en juillet 1937 pour l'inauguration de la basilique Sainte-Thérèse.
En octobre 1937, Raoul Follereau annonce la prochaine inauguration de l'église d'El-Goléa en rendant un vibrant hommage à l'ermite du désert : « En Charles de Foucauld, la France chrétienne retrouve son visage, elle s'exprime par lui, elle se reconnaît en lui. Et le Monde tout entier la reconnaît en lui. [...] C'est du désert que nous vient aujourd'hui la grande figure blanche qui nous affirme l'immortalité de la France et de sa foi. [...] Et si Charles de Foucauld mourut, martyr de sa foi, nous ne saurons jamais oublier qu'il tomba pour la France, que le saint Ermite était demeuré le patriote le plus accompli, le plus ardent qu'on puisse rêver, qu'il sut servir, comme le font avec tant de dévouement nos milliers de missionnaires, sa Croix et son Drapeau, exaltant l'une et l'autre dans son âme splendide incapable d'imaginer leur désunion. Celui-là, vraiment, fut de la France, fille aînée de l'Église. Premier Croisé du désert, premier « Chevalier des Sables », il résuma toute l'histoire de la France dans sa simple et grandiose épopée. »
Raoul Follereau donne des conférences sur Charles de Foucauld au début des années 1940 à l’École des cadres d'Uriage auprès d’étudiants coloniaux venus du Foyer des étudiants africains et asiatiques de Marseille, ou encore en janvier 1943 au Théâtre des Fleurs de Vichy.
En 1945, les Fondations Charles de Foucauld soutiennent l’abbé Albert Peyriguère qui lutte contre la malnutrition à El Kbab, en lui faisant parvenir 220 000 ancien francs et des farines alimentaires.
Raoul Follereau subit l’opposition de Louis Massignon après-guerre, lorsqu’il finance la grande exposition Charles de Foucauld organisée par l’abbé Louis, l’aumônier des Invalides avec le père Georges Gorée. Le rayonnement que le père de Foucauld, ancien officier, saharien passionné, avait sur les militaires français n’est pas étranger à cet intérêt. Le père Voillaume, fondateur des Petits Frères de Jésus, est interpellé par Louis Massignon qui s’en émeut : « l’exposition Foucauld aux invalides aura un budget de deux millions et demi fourni probablement par R. Follereau que l’abbé Louis a mis dans le comité ; avec le père Gorrée qui est chargé du "rayonnement" du père de Foucauld. [...] La fondation Follereau, grâce à l’exposition, deviendra une sorte de "caisse Foucauld", avec exclusivité et monopole ». L’exposition est cependant ouverte aux Invalides en 1946 et elle impressionne favorablement le père Voillaume.
En fait Follereau, avec ses Fondations, sera pris entre d’un côté, Massignon et le Bulletin de l’association Charles de Foucauld avec Voillaume et de l’autre, Gorrée qui profite de l’exposition pour créer les Cahiers Charles de Foucauld. Alors que Gorrée refuse dans un premier temps la publication dans les Cahiers d’une note de mise au point au sujet des Fondations de Follereau, Massignon refuse de supprimer le Bulletin par fusion avec les Cahiers.
Finalement les Cahiers Charles de Foucauld publient, le 8 septembre 1946, une lettre de protestation de Louis Massignon dans laquelle ce dernier, en qualité de membre fondateur de l’association de laïcs Union des Frères et Sœurs du Sacré-Cœur de Jésus autorisée par le cardinal Amette, conteste l’utilisation du nom Fondations Charles de Foucauld par Raoul Follereau et met en avant l’absence de lien spirituel ou de disposition testamentaire de Charles de Foucauld en faveur de Raoul Follereau.
En 1988, le Père Voillaume, interrogé par Étienne Thévenin, maintenait que « jamais les fondations Charles de Foucauld de Raoul Follereau n’ont fait partie des différents groupements et autres associations de la famille spirituelle de Charles de Foucauld ».
Le 1er décembre 1953, Raoul Follereau est avec le maréchal Juin l’un des principaux orateurs prenant la parole lors de la cérémonie d’anniversaire de la mort de Charles de Foucauld célébrée au Cercle militaire de Paris. Pour Louis Massignon, cela équivaut à placer la « croisade policière » du maréchal sous le patronage de Charles de Foucauld.

### Le combat contre la lèpre
Selon la Fondation Raoul-Follereau, la création des Fondations Charles de Foucauld et la prise de conscience des problèmes de la lèpre seraient liées. Ce serait, en 1936, au cours d’un reportage sur les pas de Charles de Foucauld, à la demande d’un quotidien sud-américain, que Follereau aurait rencontré des lépreux pour la première fois. Mais Follereau, quant à lui, situe toujours cette rencontre entre 1925 et 1928, comme Thévenin le rapporte aussi : « Alors que sa voiture tombe en panne, il voit surgir de la brousse des visages apeurés. 

« [...] Au guide j’ai dit : " Qui sont ces hommes ? - Des lépreux m’a-t-il répondu. - [...] - J’entends bien, mais ne seraient-ils pas mieux au village ? Qu’ont-ils fait pour en être exclus ? - Ils sont lépreux, me répondit l’homme taciturne et têtu. - Au moins les soigne-t-on ? " Alors mon interlocuteur haussa les épaules et me quitta sans rien dire. [...] et c’est ce jour-là que je me suis décidé à ne plus plaider qu’une cause, une seule cause pour toute ma vie, celle [...] des lépreux. »

Nous n’avons pas à déterminer de ces sources, toutes aussi crédibles, si une version est réelle plus qu’une autre. Peut-on juste remarquer qu’après cette rencontre et cet engagement, il ne s’est pas dévoué uniquement à la seule cause des lépreux puisqu’en 1931 il s’occupait du rayonnement de la culture française en Amérique latine et qu’en 1937 et 1945, il s’occupait des fondations Charles de Foucault.

#### Convaincre
La bataille de la lèpre à proprement parler commence en avril 1943 avec sa première conférence sur ce sujet. La lèpre est alors une maladie mystérieuse qui effraie car, si elle tue rarement, elle mutile lentement ceux qui en sont victimes. Beaucoup y voient le signe d'une malédiction, ils ont la lèpre mais ils sont aussi lépreux. À cette époque il n'y a encore aucun traitement médical de la lèpre. L'exclusion dont sont victimes les lépreux vient autant de la peur des bien-portants que de leur abandon par le corps médical[réf. nécessaire] et des prescriptions sanitaires. En 1942, Raoul Follereau est réfugié à Lyon chez les religieuses de Notre-Dame des Apôtres quand il apprend que la mère générale a le projet de bâtir un village pour lépreux à Adzopé, en Côte d'Ivoire. Follereau se charge de collecter les fonds nécessaires à la construction du village. Pendant 10 ans, accompagné de deux sœurs, il parcourt les routes de France, de Belgique, de Suisse, du Liban, d'Algérie, de Tunisie, du Maroc, du Canada en donnant 1 200 conférences[réf. nécessaire].

#### Avec l’ordre souverain de Malte
L’ordre souverain de Malte en France, au travers des œuvres hospitalières françaises de l'ordre de Malte, n'est pas plus assuré que Raoul Follereau sur la date qui marque l'origine de son combat. En 2003, dans la revue de l'ordre de Malte-France, Hospitaliers no 108, un dossier spécial souligne les 75 ans d'activité de l'Œuvre, nous trouvons en titre « Reprenant le flambeau des chevaliers de Malte, les Œuvres se lancent en 1929 dans la bataille contre la lèpre ». Ce serait le 5 juin 1928 que l'Ordre posait la première pierre du pavillon de Malte à l’hôpital Saint-Louis à Paris destiné à soigner les « maladies exotiques » comme la lèpre. Ce pavillon ne sera inauguré que le 15 juillet 1932. Deux mille malades y sont suivis dans ses 40 lits. Par contre, dans son dossier de presse pour la journée mondiale des lépreux 2010, l'Ordre indique qu'il s'occupe de la lèpre depuis ses origines et qu'en 1938, c'est Justin Godart, président des œuvres hospitalières françaises de l'ordre de Malte, qui aurait demandé à Raoul Follereau le reportage sur la lèpre en Afrique qui serait à l'origine de l'engagement de celui-ci. Mais ce ne serait qu'en 1950, que les œuvres hospitalières décidaient de reprendre, en Afrique, le développement de ses activités en faveur des lépreux avec l'aide de Follereau, qui en reconnaissance se verra décerner la croix de commandeur dans l’ordre pro Merito Militensi en 1954.
En 1958, l'ordre souverain de Malte crée le CIOMAL — comité international de l'ordre de Malte — pour organiser au niveau mondial son activité en faveur de la lutte contre la lèpre. Le CIOMAL et l'association Raoul Follereau font partie des neuf membres fondateurs, en 1966, de l'ILEP - International Federation of Anti-Leprosy Association (fédération international des associations contre la lèpre) — aux côtés, entre autres de la fondation luxembourgeoise Raoul Follereau et de l'association italienne des amis de Raoul Follereau.

#### Les premières actions impulsées par Raoul Follereau pour lutter contre la lèpre
En 1942 et 1943, Raoul Follereau initie deux actions : la première, le noël du père de Foucauld, il demande aux enfants de disposer un soulier supplémentaire pour les enfants pauvres, dès 1946 il recueille 12 000 colis et 80 000 en 1950 ; la deuxième, l'heure des pauvres ou la grève de l'égoïsme, consistant à faire un don pour les pauvres d'une heure de son salaire tous les Vendredi saint. En 1944, il demande à Franklin Delano Roosevelt une journée de guerre pour la paix .
En 1952 on dispose pour la première fois d'un médicament qui guérit la lèpre : les sulfones. Follereau multiplie alors les initiatives visant à éveiller les consciences et mobiliser les foules. Trois de ces actions peuvent être citées pour le retentissement internationale qu'elles ont eu.

#### La Journée mondiale des lépreux
En 1953, l’Abbé Balez suggère à Raoul Follereau de créer une journée mondiale de prière pour les lépreux. Follereau s’approprie l’idée et lance l’idée d'une journée mondiale des lépreux. Elle est célébrée pour la première fois le dernier dimanche de janvier 1954. Cette journée visait deux objectifs : d’abord obtenir que les malades de la lèpre soient soignés et traités comme tous les autres malades, en respectant leur liberté et leur dignité d’homme et ensuite, suivant l’expression de Follereau, « guérir les bien-portants » de la peur absurde et parfois criminelle qu’ils ont de cette maladie et de ceux qui en sont atteints.
Maintenant cette journée est aussi l’occasion pour les associations de mobiliser les populations pour obtenir des dons lors de quêtes. Lors de la 57e journée organisée le 31 janvier 2010, la fondation Raoul-Follereau a mobilisé 35 000 quêteurs sur le territoire français. La 58e journée a lieu les 29 et 30 janvier 2011.

#### L'échec d'une initiative symbolique
Le 1er septembre 1954, la presse publie la lettre ouverte que Raoul Follereau a écrite au général Eisenhower, président des États-Unis, et à Gueorgui Malenkov, alors encore pour une semaine premier secrétaire du Comité central du Parti communiste de l'Union soviétique, il est remplacé le 7 septembre par Nikita Khrouchtchev, pour leur demander un don particulier : le prix d'un bombardier stratégique chacun. « Ce que je vous demande est si peu ... Presque rien ... Donnez-moi un avion, chacun un avion, un de vos avions de bombardement. Parce que j'ai appris que chacun de ces engins coûtait environ cinq milliards de francs ... Alors j'ai calculé qu'avec le prix de deux de vos avions de mort, on pourrait soigner tous les lépreux du monde ».
Il ne recevra jamais la moindre réponse à ces demandes, il prend l'opinion publique à témoin, ce qui va permettre la création d'associations Raoul Follereau. Par contre l'image va avoir du succès, il deviendra habituel de comparer les dépenses militaires avec les investissements humanitaires.

#### Second échec, «un jour de guerre pour la paix»
Raoul Follereau reprend vingt ans après une idée qui n'avait pas eu d'écho au moment de la guerre. En 1964, il s'adresse à U Thant, secrétaire général de l'ONU : « Que toutes les nations présentes à l'ONU décident que chaque année, à l'occasion d'une Journée mondiale de la paix, elles prélèveront sur leur budget respectif ce que leur coûte un jour d'armement, et le mettront en commun pour lutter contre les famines, les taudis et les grandes endémies qui déciment l'humanité. Un jour de guerre pour la paix... »
Pour donner de l'envergure à cette requête, Follereau lance son premier appel à la jeunesse. Il fait imprimer une carte postale pour les jeunes de 14-20 ans en leur demandant de faire parvenir cette pétition aux Nations unies. Les jeunes lisent au verso de la carte « Nous, jeunes de 14 à 20 ans, faisons nôtre l'appel Un jour de guerre pour la paix que Raoul Follereau a adressé aux Nations unies et nous nous engageons à user de nos droits civils et politiques pour assurer le succès de cet appel. ». Au total c'est entre deux et trois millions de signatures qui sont reçues au siège de l'organisation en provenance de 120 pays,.
De nombreux États auraient écrit à Raoul Follereau pour le soutenir, principalement des pays du tiers-monde qui auraient été les premiers bénéficiaires d'une telle disposition. Dès décembre 1968, 15 pays déposaient une Résolution[réf. nécessaire], invitant tous les États membres à consacrer une journée à la paix et à verser, chaque année, un jour de leurs dépenses militaires à un Fonds spécial pour la Paix destiné à la lutte contre les épidémies, les endémies, la faim, la misère et l'analphabétisme. Dans les faits, un seul État, celui du Luxembourg, adoptera une telle résolution.

### Les dernières années, la Fondation Raoul Follereau
En 40 ans, l’action de Raoul Follereau a permis la création de multiples associations dans plusieurs pays européens et la collecte de trois milliards de fonds. Il se préoccupe alors de la pérennité de son action, conçue comme « une œuvre qu’il faut bâtir pour toute la Terre et pour des siècles… ».
En 1968, Raoul Follereau crée l’association française Raoul-Follereau en regroupant en une seule toutes les associations créées en France sous son nom pour aider son action. Il désigne la même année André Récipon comme successeur pour mettre en place les structures nécessaires au développement et à la pérennité de son œuvre. En 1971, ils créent ensemble l’Union internationale des associations Raoul-Follereau (UIARF), pour regrouper toutes les associations nationales.
Follereau a toujours été conscient de l’immense réserve d’énergie et d’enthousiasme que possèdent les jeunes[non neutre]. À sa mort il les déclare[Quand ?] légataires universels : « J'institue pour légataire universelle la jeunesse du monde. Toute la jeunesse de tout le monde : de droite, de gauche, du milieu, du plafond : que m'importe ! Toute la jeunesse : celle qui a reçu le don de foi, celle qui fait comme si elle croyait, celle qui croit qu'elle ne croit pas. Il n'y a qu'un ciel pour tout le monde. Alors... demain ? Demain, c'est vous . »
Raoul Follereau meurt le 6 décembre 1977 dans le 16e arrondissement de Paris. Lors de ses obsèques, de nombreux ambassadeurs, en grande majorité d’Afrique où l’organisation Follereau avait tissé ses réseaux, représentent leur gouvernement[réf. nécessaire]. Il est enterré au cimetière d'Auteuil également situé dans le 16e arrondissement.

## Hommages
Outre la fondation qui porte son nom, la mémoire de Raoul Follereau est conservée à travers les noms d’institutions hospitalières comme l’Institut Raoul-Follereau d’Adzopé ou le Centre Raoul-Follereau de Nouméa, ainsi que le Centre Raoul et Madeleine Follereau de Pobè au Bénin, des noms de voies dans plusieurs villes (dont la place Raoul-Follereau à Paris) et celui des lycées Raoul-Follereau à Nevers et Belfort.
La biographie Raoul Follereau, hier et aujourd’hui d'Étienne Thévenin paraît en 1992. Selon Pierre Guillaume, qui la recense en 1993 pour Vingtième Siècle, bien que tombant « complètement » dans « les pièges de l’hagiographie la plus naïve », elle est « indispensable pour connaître l'une des figures les plus attachantes de notre temps ».
L'anniversaire des vingt ans de la mort de Raoul Follereau est célébré en 1997. À cette occasion, l'ancien président libanais Elias Hraoui, prend la parole en ces termes : « Il y a longtemps, Raoul Follereau nous quittait, et le monde perdait une personnalité hors du commun, un homme de bien et de bonté, un homme qui avait érigé le devoir d'ingérence humanitaire en principe de vie, bien avant que cette expression soit à la mode ». L'ancien président béninois Mathieu Kérékou ajoute : « L'héritage qu'il nous a laissé ... c'est la bataille contre la lèpre et la promotion d'un monde d'amour, de solidarité et de tolérance ». Jacqueline de Romilly prononce à cette même occasion un discours à la Sorbonne.
L'anniversaire de la naissance de Raoul Follereau est inscrit aux « célébrations nationales » du ministère de la Culture pour l'année 2003.
En juin 2009, est déclarée en préfecture la création du « mouvement pour la glorification de Raoul et Madeleine Follereau ». L'objet social de cette association loi 1901 est notamment d'entreprendre les démarches nécessaires à l'ouverture d'un procès de canonisation de Raoul et Madeleine Follereau.
Dans le 10e arrondissement de Paris, une place et un square lui rendent hommage ; une statue de lui y est élevée. Par ailleurs, 46 rue du Général-Delestraint, rue Erlanger jusqu'en 1954 (16e arrondissement), où il vécut de 1925 à 1977, une plaque commémorative est apposée.

### Timbre-poste
Le 26 janvier 1987, l'administration des PTT émet un timbre-poste à son effigie dans le cadre de la célébration du «Père des lépreux ». La dessinatrice du timbre est Huguette Sainson.

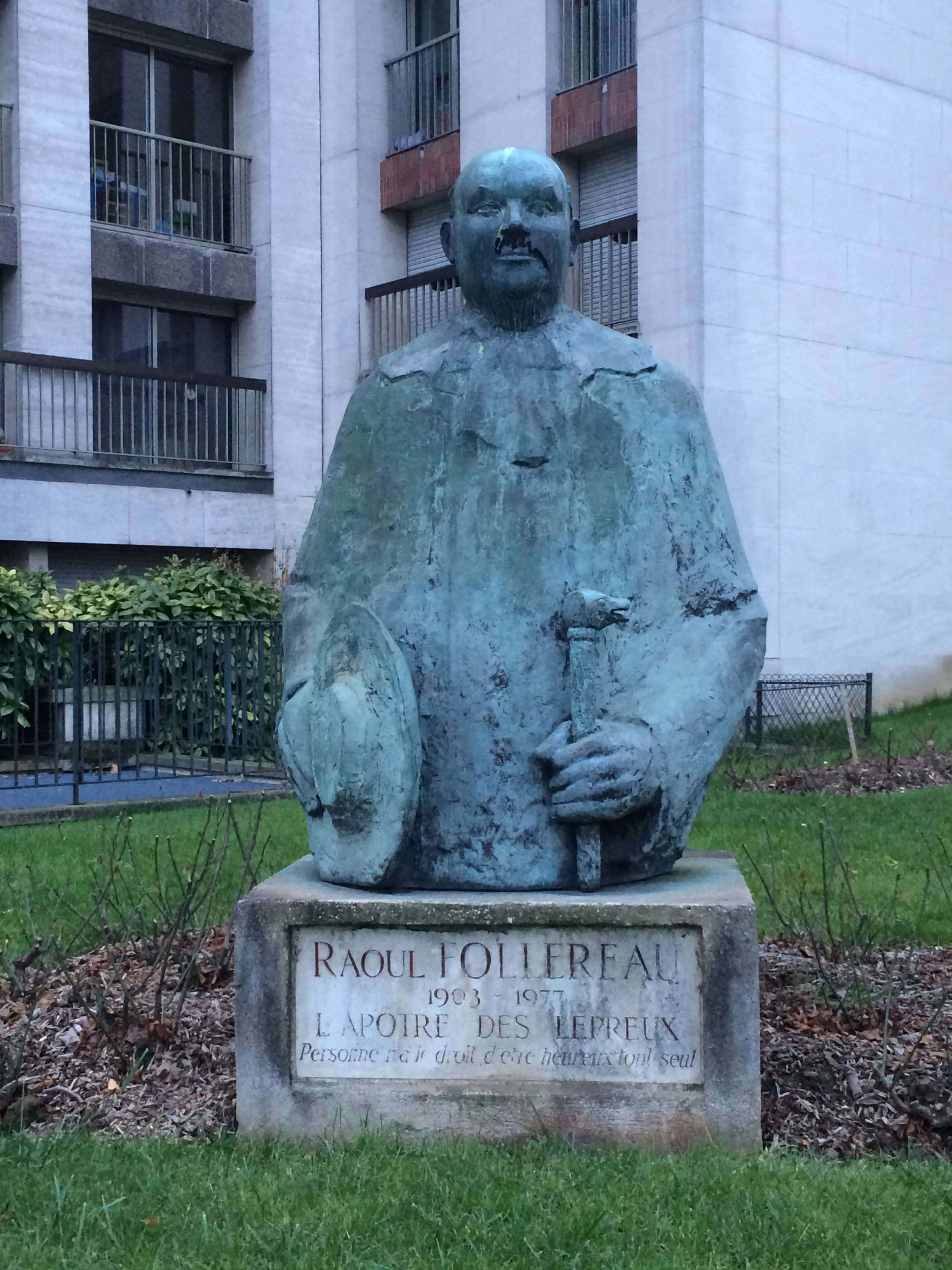
Statue de Raoul Follereau située place Raoul-Follereau (Paris, 10e).
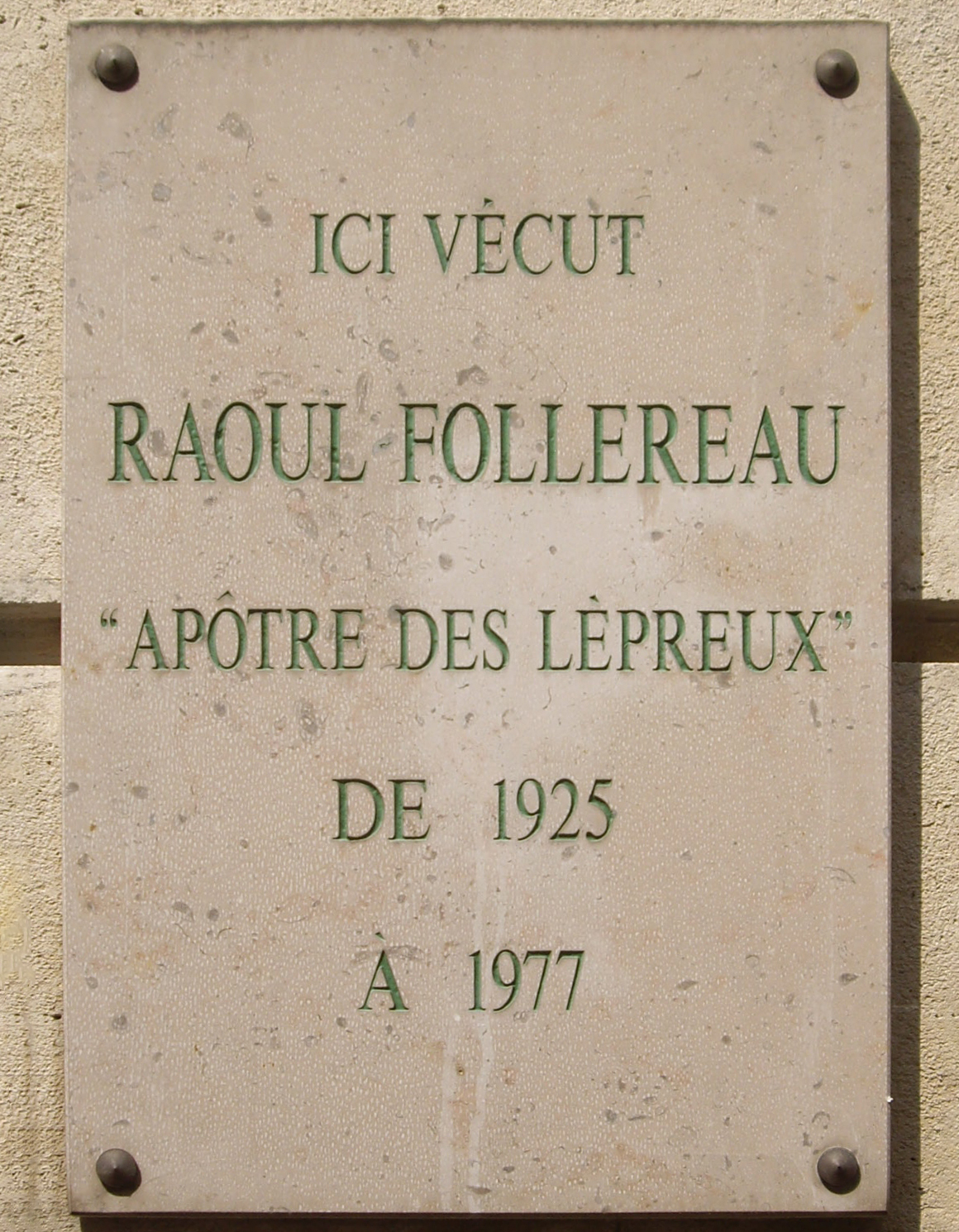
Plaque au 46 rue du Général-Delestraint (Paris).
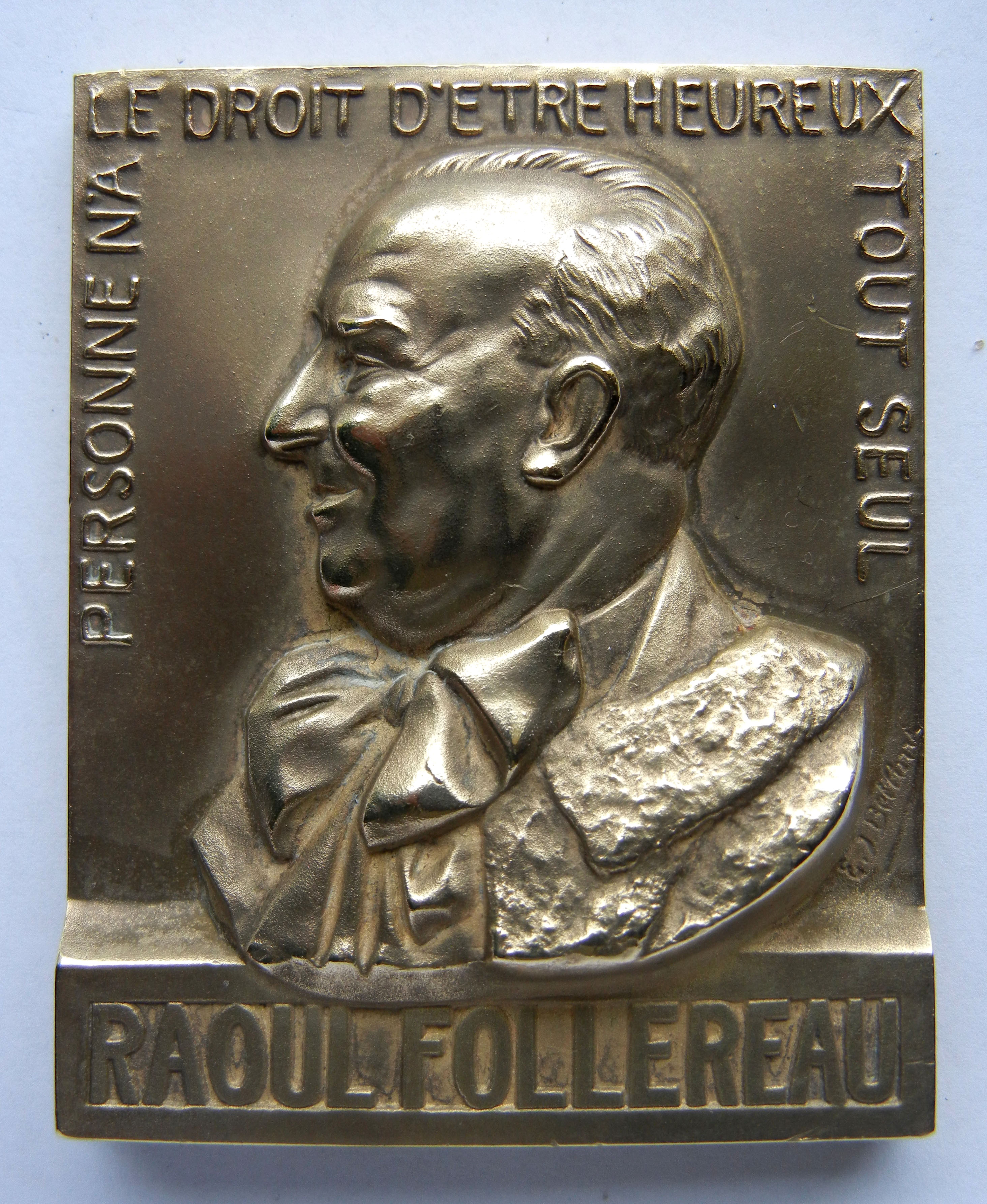
Médaille émise pour le 70e anniversaire de Raoul Follereau en 1973, graveur E.J. Belloni. Recto
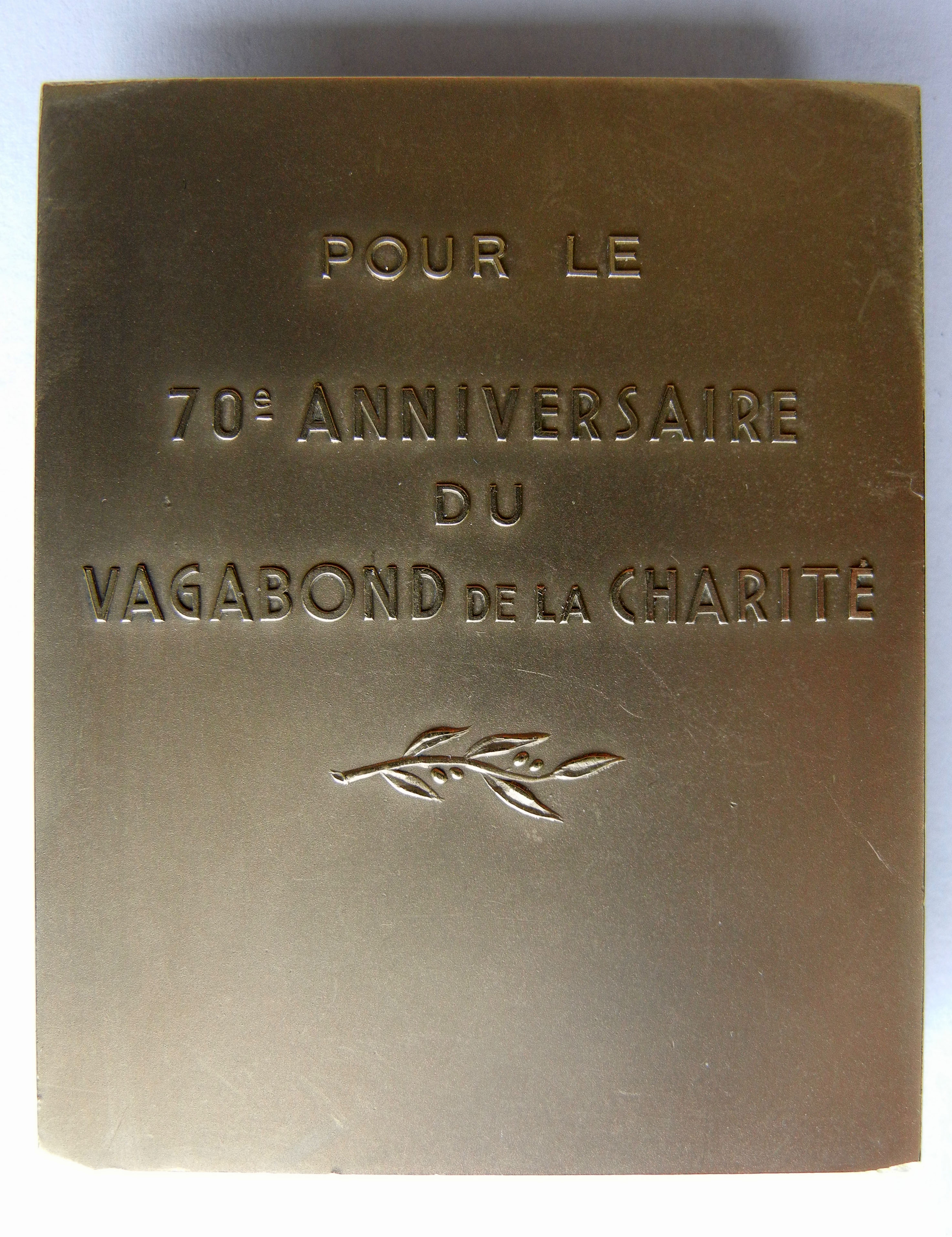
Médaille émise pour le 70e anniversaire de Raoul Follereau en 1973, graveur E.J. Belloni. Verso
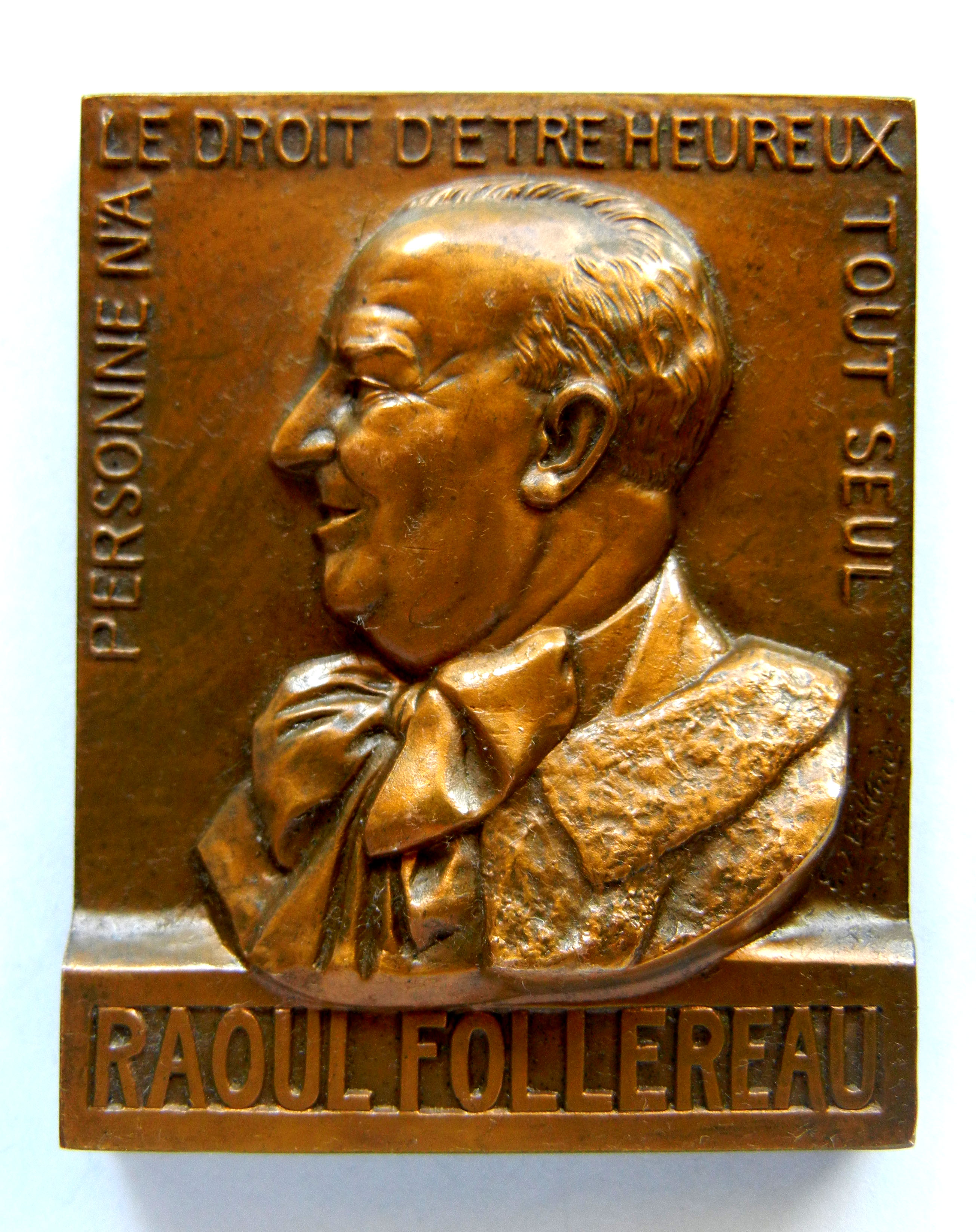
Médaille émise pour la journée mondiale des lépreux, célébrée le dernier dimanche de janvier. Graveur E.J. BELLONI. Recto
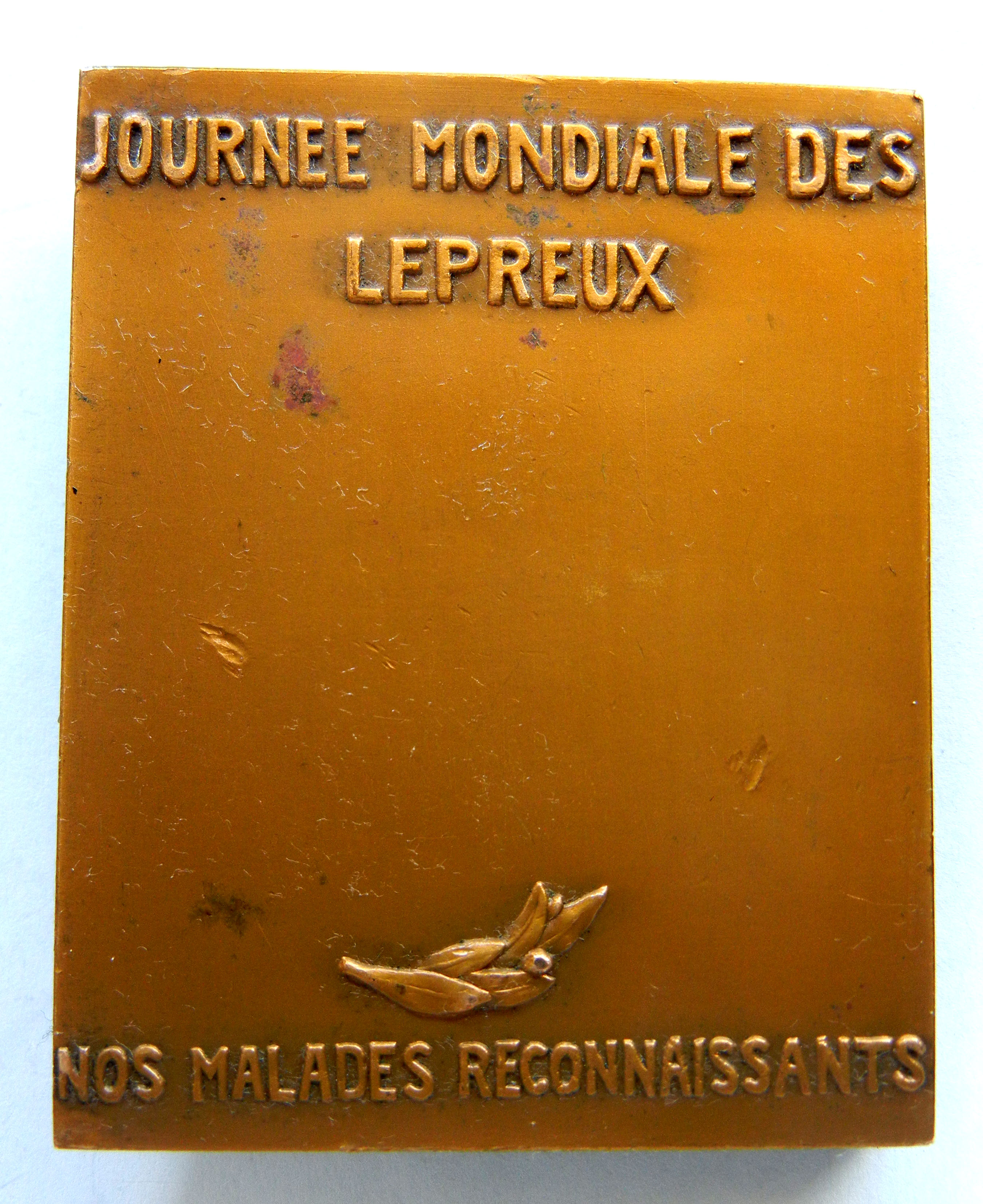
Médaille émise pour la journée mondiale des lépreux, célébrée le dernier dimanche de janvier. Graveur E.J. BELLONI. Verso

## Le rôle de Madeleine Follereau
Raoul Follereau et Madeleine Boudou se sont rencontrés en 1917 et mariés en 1925.
Madeleine a inspiré les premiers poèmes de Raoul Follereau.
En 1966, Raoul écrit : « La plus grande chance de ma vie, ce fut ma femme. [...] Jamais je ne fis un seul voyage sans elle. Elle m'a accompagné dans toutes les léproseries du monde. Elle fut mon soutien, toujours. Et parfois, ma consolation. [...] C'est à deux seulement qu'on est invincible. ».

## L’œuvre littéraire de Raoul Follereau
Avant l'âge de 16 ans, Raoul Follereau aurait d'après ses dires été encouragé dans sa carrière de poète par Edmond Rostand avec qui il aurait correspondu. 
Raoul Follereau a publié à 17 ans, en 1920, son premier ouvrage Premières poésies, qui sera suivi de plusieurs autres recueils. Il se lance dans le théâtre en 1925 avec une première pièce en un acte, La lumière qui meurt. Il écrira beaucoup de pièces en un acte pour la radio, ce en quoi il a été un précurseur. Sa pièce Petites Poupées (1926) a été jouée plus de 1 000 fois. Dans les années 1930, il délaisse la poésie et publie des essais politiques tels que, en 1935, Les lois antireligieuses de 1904 trahissent la France ou, en 1936, La trahison de l'intelligence.
Selon la Fondation Raoul-Follereau, toute son œuvre tend à lutter contre l’injustice sociale, la misère, le fanatisme, l’égoïsme des riches et des puissants. Ses livres les plus connus sont : L’Heure des pauvres, La Bataille de la lèpre et Un jour de guerre pour la paix. En novembre et décembre 1944, il publie une brochure, Le Premier Million d’Adzopé, expliquant pourquoi et comment une ville pour les lépreux est construite en Côte d’Ivoire.

## Décorations

### Française
- Officier de l'ordre de la Santé publique (1956)[80]

### Étrangères
- Commandeur de l'ordre pro Merito Melitensi (1954)[81]
- Commandeur de l'ordre de l'Empire colonial ( Portugal, 4 février 1957)[82]